# 塞達 (拉脫維亞)

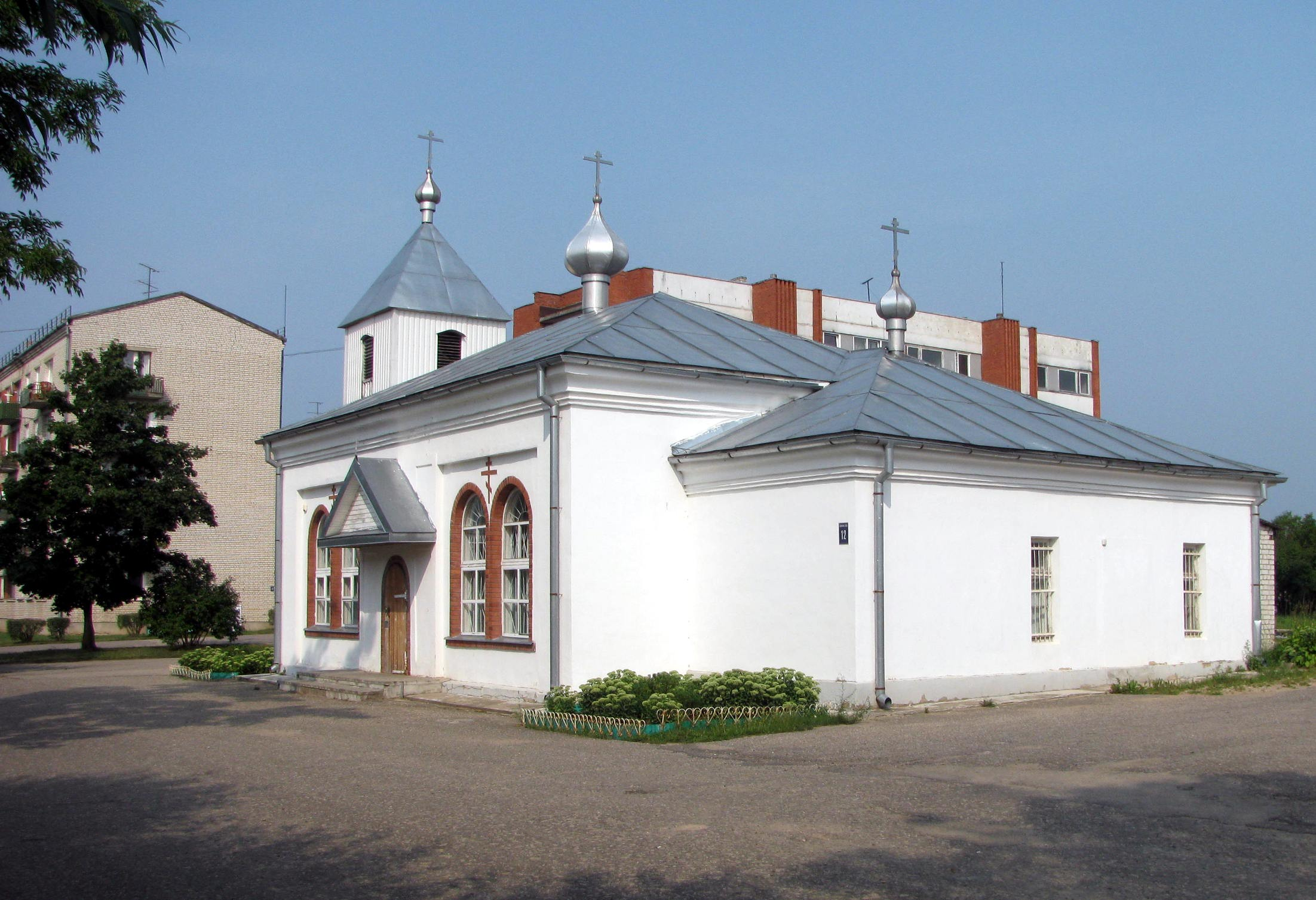
塞達东正教堂

塞達是拉脫維亞瓦尔米耶拉市镇内的城鎮，位於該國北部的塞達河畔，距離首都里加122公里，始建於1952年，面積2.02平方公里，2021年人口数量为1,098人，其中約六成居民是俄羅斯人。